# Coenosia paludis
Coenosia paludis är en tvåvingeart som beskrevs av Tiensuu 1939. Coenosia paludis ingår i släktet Coenosia och familjen husflugor. Arten är reproducerande i Sverige. Inga underarter finns listade i Catalogue of Life.